# Garry Dial
Garry Dial (* 2. Juli 1954 in Montclair (New Jersey)) ist ein US-amerikanischer Jazzpianist und -komponist.

## Leben und Wirken
Dial erhielt erst ab dem Alter von zehn Jahren Klavierunterricht; später unterrichtete ihn Mary Lou Williams, die sein Talent erkannte, kostenlos. Er studierte an der Manhattan School of Music und am Berklee College of Music, erhielt aber auch zusätzlichen Unterricht bei Jaki Byard und bei Charlie Banacos. Zwischen 1975 und 1978 arbeitete er als Hotelmusiker auf den Bermudas. Er ging dann nach New York City, wo er Ende der 1970er Jahre als Mitglied des Quintetts von Red Rodney und Ira Sullivan bekannt wurde, dem er mehr als ein Jahrzehnt angehörte;  er war an elf in diesem Zeitraum entstandenen Alben, etwa dem Grammy-nominierte Live at the Village Vanguard (1980) als Instrumentalist und Komponist beteiligt. Daneben begleitete er Gerry Mulligan, Joe Morello und Mel Lewis. 1987 präsentierte Dial mit Trio sein Debüt-Album Never Is Now. Ihm folgte das gemeinsam mit dem Multiinstrumentalisten James Morrison vorgelegte Album Postcards from Downunder, das in Australien, wo der Pianist einige Zeit verbrachte, sehr erfolgreich war. Nach seiner Rückkehr nach New York gründete er gemeinsam mit Dick Oatts 1989 ein Quartett, dem  Jay Anderson und Joey Baron angehörte; es präsentierte sich auf Dial & Oatts mit einem Streichorchester und auf Brassworks (1990) mit einem Blechbläser-Ensemble, bevor es sich auf Dial & Oatts Verses Cole Porter (1992, mit Drummer Jeff Hirshfield) mit Standards auseinandersetzte. Bei späteren Projekten (den Vertonungen der Gedichte von Walt Whitman, 2011) arbeitete das Quartett auch mit einem Chor zusammen.
Für das Ellington-Archiv spielte er das gesamte Klavierwerk von Duke Ellington ein;  auch edierte er bislang unveröffentlichte Aufnahmen des Duke Ellington Orchestra (The Private Collection). Er ist zudem an Aufnahmen von Charli Persip, Jean-Loup Longnon und The Roches beteiligt. Außerdem arbeitete er mit Musikern wie Dizzy Gillespie, Sheila Jordan, Sabina Hank, Jerry Bergonzi, James Moody, Chris Potter, Joe Lovano, Roy Haynes, Nat Adderley, Gunther Schuller, Rick Margitza und Anne Drummond.
Dial unterrichtet seit 1990 an der Manhattan School of Music Piano, Theorie und Improvisation; seit dem Jahr 2000 ist er Professor und Leiter der Improvisationsabteilung. Stefon Harris,  Peter Delano, Sebastian Schunke und Mary J. Blige gehören, ebenso wie auch Bette Midler, zu seinen Schülern.

## Lexikalische Einträge
- Leonard Feather, Ira Gitler: The Biographical Encyclopedia of Jazz. Oxford University Press, New York 1999, ISBN 0-19-532000-X.
- Martin Kunzler: Jazz-Lexikon. Band 1: A–L (= rororo-Sachbuch. Bd. 16512). 2. Auflage. Rowohlt, Reinbek bei Hamburg 2004, ISBN 3-499-16512-0.